# إيفان ماكسيموف
إيفان ماكسيموف (بالروسية: Иван Владимирович Максимов)‏ هو لاعب كرة قدم روسي في مركز الوسط، ولد في 11 يونيو 1995. لعب مع أنجي محج قلعة وكريليا سوفيتوف سامارا ونادي توسنو ونادي فولغا نيجني نوفغورود.